# ビックスモールン
ビックスモールンは、日本のお笑いトリオ。

## 概要
かつてはコンビだったが、2019年5月5日からは新メンバーのグリが加わりトリオとして活動している。2019年末をもって所属事務所のケイダッシュステージを退社し独立した。独立前の2019年3月に漫才協会に入会しているほか、2023年からは100companyに「アドバイザー」（企画協力）として参加している。
よく「ビッグスモールン」と間違えられる。

海外ではワナビーズである。

## プロフィール
ゴン（1975年6月21日 - ）（49歳）
本名：吉留 明宏（よしとめ あきひろ）。
背の高いアフロヘアーで、青と白のボーダー柄の服を着ている。183cm、78kg。
福岡県北九州市門司区出身。ツッコミ担当。
2011年10月31日、北九州市観光大使に任命された。
ビックスモールントークライブにて「ウィキペディアで自分についての項目が4行しかないことを気にしている」と語っていた。
『世界の果てまでイッテQ!』（日本テレビ系）で髪を切られ坊主になり、その後普通の長髪になったが、『ケイダッシュステージの殴るなら殴れ!!』にて視聴者に「キャラが薄い」「顔がでかい」と言われ、2011年12月1日にアフロヘアーに戻した。
若林正恭（オードリー）から「後輩」としてかわいがられているが、実際は芸歴も年齢もゴンのほうが上である。また、春日俊彰（オードリー）が独身だった頃はフィリピンパブ通い仲間であった。
かつて日野誠と「ガリガリドーン」というコンビで浅草東洋館に出演したことがある。

チロ（1977年4月21日 - ）（48歳）
本名：鈴木 智彦（すずき ともひこ）。暴力団関係の取材で多くの著作を出しているジャーナリストの鈴木智彦は同姓同名の別人である。
背の低いパッツンな髪型で、オレンジと白のボーダー柄の服を着ている。156cm、46kg。
静岡県浜松市出身。ボケ担当。
普段のアクロバティックなネタで培った体力を活かし、2006年10月4日に放送された『スポーツマンNo.1決定戦XXXIII・2006 第17回芸能人サバイバルバトル』（TBSテレビ）のトライアウトに挑戦し合格、出場を果たす。身軽な体と抜群の瞬発力で、「MONSTER BOX」では初挑戦ながら15段という記録を残した。「QUICK MUSCLE」でも100回を越す記録を残し、準決勝まで進むなどまったくのノーマークの存在から、番組の台風の目となる大活躍を見せた。
好きな湖は浜名湖（実家近くにあるため）。
整ったマッシュルームカットが特徴。専属の美容師をつけていないため、相方のゴンに髪を切って貰っていたが、現在は銀座の専属の美容師をつけている。
2009年1月27日、劇場バイタスにて「第一回チロトークライブゲストなし」を開催。
2009年8月10日、中野Vスタジオにて「第二回チロトーク」を開催。
絵を描くことを趣味としており、絵を紹介したりライブで販売する時は「チロッセン」というキャラクターに扮する。

グリ（1991年1月2日 - ）（34歳）
本名：太田 渉（おおた わたる）。
2019年5月5日より新メンバーとしてビックスモールンに加入した。身長161cm。背の高さはメンバー3人の中くらいで、緑と白のボーダー柄の服を着ている。
チロと同郷の静岡県浜松市出身。
趣味が「ビックスモールングッズ集め」で、特技が「ビックスモールンのくっついてる形だけでなんのネタか当てること」というほどのビックスモールンファン。
元々2人に憧れて上京し、ニュースタッフプロダクションに所属して、小学校からの同級生と「がるるまん」というコンビ漫才師として10年ほど活動していた。解散を機にビックスモールンへの弟子入りを志願したところ、「弟子ではなくビックスモールンに入るのはどうか」と提案され、ビックスモールンへの加入が決定した。
器械体操の経験がある。

## ネタ
- 「なりたいな、なりたいな、○○になりたいな」というフレーズをはさみ、それぞれの体格を活かしたアクロバティックな動きで「ボディーアート」と称した形態模写を行う。主にTikTokで見ることができる。
- ボケ担当とツッコミ担当が決められいるが、漫才はやっておらず、ネタはボディーアートのみである。
- 2007年3月22日、恵比寿・エコー劇場にて、ビックスモールン初のプチ単独ライブ「ボディーアート100連発!」を行い、タイトル通り100種のボディーアートを1時間かけてこなした。
- 言葉を使わない芸であるため海外進出にも積極的であり、事務所から独立した理由も海外での活躍を見据えてのものである[10]。2016年にアポロ・シアターの「アマチュアナイト」オーディションに合格し、翌年6月に舞台に立った[11]。
- トリオ編成となってレパートリーの幅が広がり、2019年に入ってからTikTokで発表した「ボディーアート」が若者の間や海外で広く知られる事になった[12]。YouTubeのチャンネル登録者数を1年間で200万人以上増やしており、しかもその大半が海外ユーザーという再ブレイクを果たしている[13]。

### レパートリー
- バスケットボール
- 鳩時計
- 矢沢永吉
- 鉄棒
- バイク
- プッチンプリン
- ナポレオン
- コアラ
- 芝刈り機
- E.T.

など

## 過去の出演番組
- U-CDTV（TBSテレビ、2003年10月17日 - ）
- 夢のトカチン王国（テレビ東京）
- 爆笑オンエアバトル（NHK総合）戦績1勝4敗 最高473KB
  - 初挑戦（2004年2月6日放送回・東京収録）では429KBという得点ながら6位敗退。これは2006年1月7日放送回（福井収録）でにのうらごが453KBで敗退するまで初挑戦組のオフエア最高KBであった。また、東京収録に限定すると歴代3位の記録である[注 1]。
- 笑いの金メダルJr（テレビ朝日、2004年6月)
- ギャグコロスタジオ（テレビ東京）
- エンタの神様（日本テレビ） キャッチコピーは「凸凹ボディーアート」
- ものまねバトル（日本テレビ系）
- 内村プロデュース（テレビ朝日）
- 最強の男は誰だ!壮絶筋肉バトル!!スポーツマンNo.1決定戦（TBSテレビ）
- ばりすご☆ボイガー7（TVQ九州放送、2006年4月 - 2009年3月）
- デジモンセイバーズ（フジテレビ、2006年4月23日）声優として出演
- 草野☆キッド（テレビ朝日、2006年6月）
- あつまれ中学生!スクールパラダイス（ベネッセチャンネル、2007年4月 - ）
- 体操の時間。（フジテレビ、2007年6月 - 2009年3月）おやこ体操
- アニメ&バラエティ アニメロビー（不定期出演）（テレビ大阪、テレビ東京）
- アニメ探検隊（テレビ東京）
- 週刊オリラジ経済白書（日本テレビ、2008年2月26日 - 3月11日）「人は誰でも1か月で100万円稼げるのか?!」 -  チロのみ
- ひるたま（テレビ埼玉）
- にっぽん熱中クラブ（NHK BS2、2008年7月11日 - ）
- みんなの願いを叶えたい!（インターネット放送局 あっ!とおどろく放送局、2009年3月 - ） - 水曜日担当MC
- そこツボ!（千葉テレビ、2010年4月）
- 全開!女子力!!（千葉テレビ、2010年10月3日 - 2011年1月30日）
- ハマ歌SHOW（テレビ神奈川、2011年4月6日 - ）
- そこウサ（TOKYO MX、チバテレ）
- 全開!女子力!!（千葉テレビ → BS11）
- タケミネット（インターネット放送局 あっ!とおどろく放送局、2006年10月 - ）
- 笑点（日本テレビ、2015年1月25日・11月15日・2018年9月30日[注 2]）
- わらたまドッカ〜ン（NHK Eテレ、2018年4月2日）
- オールスター後夜祭（TBSテレビ、2019年4月7日[14]）
- 明日香と凛のビックスモールンになりたくない（ニコジョッキー）
- ライオンのグータッチ（2020年10月3日、フジテレビ）
- アノ会社行ってみたらスゴかった　～企業の裏側徹底リサーチ～ (テレビせとうち、2022年9月10日)
- ラヴィット! (TBSテレビ、2022年9月29日)
- 24時間テレビ（日本テレビ）
  - 46 明日のために、今日つながろう。（2023年8月27日）
  - 47 愛は地球を救うのか?（2024年9月1日）

いずれも同特番の1コーナーとして行われた「笑点チャリティーSP」(2023年)、「出張!チャリティー笑点in能登」(2024年)の演芸部分に出演。

## アプリ
- アクションゲーム『BICSMALLEN』（iPhone/iPod touch、2010年7月20日）